# Akmal, con Rồng và nàng Công chúa
Akmal, con rồng và nàng công chúa (tiếng Nga: Акмаль, Дракон и Принцесса, "Ác-mao, Đơ-ra-côn i Prin-tơ-xiết-xa") là một bộ phim thuộc thể loại phiêu lưu - giả tưởng dành cho trẻ em của Điện ảnh Liên Xô, nay là Uzbekistan.

## Lịch sử
Truyện phim kể về một cậu bé tốt bụng tên là Akmal và chú Cảnh sát Jahangir sống trong thời hiện đại.

## Nội dung
Jahangir đã cùng cậu bé Akmal giải cứu nàng Công chúa Guzal bị một con Rồng khủng khiếp giam giữ.
Akmal và cô bạn gái Guzal đang lưu lạc trong một câu chuyện cổ tích, họ phải đi qua nhiều thử thách để trở về thế giới thực.

## Kĩ thuật

### Sản xuất
- Giám chế: Lev Simbirtsev
- Âm nhạc: Yevgeny Shiryayev

## Diễn xuất
- Sokrat Suleymanov... Akmal
- Dilnoz Rasulova... Guzal/Công chúa Guzal
- Rajab Adashev... Jahangir Nureyev (Trung úy Cảnh sát)
- Heroda Alyeva... mụ phù thủy độc ác có chiếc răng sâu
- Khairulla Sagdyev... ông già làm vườn có phép thuật
- Wahid Kadyrov... đức vua - cha của Guzal
- Vahob Abdullayev
- Maksud Mansurov
- A.Mukhamedov
- Uchkun Rakhmanov
- Polat Saidkasymov